# Proceratophrys dibernardoi
Proceratophrys dibernardoi é uma espécie de anfíbio da família Odontophrynidae. Endêmica do Brasil, pode ser encontrada nos estados de Mato Grosso e Goiás.